# Mayuko Hagiwara
Mayuko Hagiwara (japanisch 萩原 麻由子, Hagiwara Mayuko; * 16. Oktober 1986 in Maebashi, Präfektur Gunma) ist eine ehemalige japanische Radsportlerin, die vorrangig Rennen auf der  Straße bestritt.

## Sportliche Laufbahn
Mayuko Hagiwara machte einen Abschluss an der Sporthochschule Kanoya (National Institute of Fitness and Sports in Kanoya). Anschließend wurde sie vom Cycle Base Asahi Racing Team verpflichtet. 2005 wurde sie asiatische Vize-Meisterin im Scratch auf der Bahn. In der folgenden Zeit startete sie vorrangig auf Straße.
2006 siegte Hagiwara im Straßenrennen der Asienspiele. 2012 startete sie im Straßenrennen der Olympischen Spiele in London, das sie jedoch nicht beendeten konnte. Bis 2016 errang sie insgesamt elf nationale Titel, im Straßenrennen sowie im Einzelzeitfahren, das sie fünf Mal in Folge gewann.
Seit 2013 fährt Hagiwara für das britische Team Wiggle High5 (bis 2015 Wiggle Honda). 2015 belegte sie Podiumsplätze bei den UCI-Rennen Gooik-Geraardsbergen-Gooik und GP Plumelec. Beim Giro d’Italia Femminile gewann sie als erste Japanerin in der Geschichte des Rennens eine Etappe. Bei der Madrid Challenge by La Vuelta stürzte sie und brach sich das Schlüsselbein, weshalb sie nicht bei den Straßenweltmeisterschaften in Richmond starten konnte. Schon im Frühjahr hatte sie sich bei einem Sturz während der Tour of Chongming Island mehrere Rippen gebrochen.
2016 wurde Hagiwara asiatische Meisterin in ihrer Spezialdisziplin, dem Einzelzeitfahren. Obwohl sie zusätzlich das Einzelzeitfahren bei den Asienmeisterschaften gewann, wurde sie zu ihrer großen Enttäuschung von der Japan Cycling Federation nicht für die Olympischen Spiele in Rio de Janeiro nominiert. Der einzige Startplatz Japans wurde an die Straßenmeisterin Eri Yonamine vergeben. 2020 beendete sie ihre Radsportlaufbahn.

## Erfolge
2005
- Asienmeisterschaft – Scratch

2006
- Asienspielesiegerin – Straßenrennen
- Tour de Okinawa

2008
- Asienmeisterschaft – Einzelzeitfahren
- Japanische Meisterin – Einzelzeitfahren

2009
- Japanische Meisterin – Einzelzeitfahren

2010
- Asienmeisterschaft – Einzelzeitfahren
- Japanische Meisterin – Straßenrennen, Einzelzeitfahren

2011
- Japanische Meisterin – Straßenrennen, Einzelzeitfahren

2012
- Japanische Meisterin – Straßenrennen, Einzelzeitfahren

2014
- Japanische Meisterin – Straßenrennen, Einzelzeitfahren

2015
- Asienmeisterschaft – Einzelzeitfahren
- eine Etappe Tour de Bretagne Féminin
- eine Etappe Giro d’Italia Femminile
- Japanische Meisterin – Straßenrennen

2016
- Asienmeisterin – Einzelzeitfahren
- Asienmeisterschaft – Straßenrennen